# Bonesteel
Bonesteel és una població dels Estats Units a l'estat de Dakota del Sud. Segons el cens del 2000 tenia 297 habitants.

## Demografia
Segons el cens del 2000, Bonesteel tenia 297 habitants, 137 habitatges, i 90 famílies. La densitat de població era de 337,3 habitants per km².
Dels 137 habitatges en un 21,9% hi vivien nens de menys de 18 anys, en un 53,3% hi vivien parelles casades, en un 6,6% dones solteres, i en un 34,3% no eren unitats familiars. En el 33,6% dels habitatges hi vivien persones soles el 23,4% de les quals corresponia a persones de 65 anys o més que vivien soles. El nombre mitjà de persones vivint en cada habitatge era de 2,09 i el nombre mitjà de persones que vivien en cada família era de 2,53.
Per edats la població es repartia de la següent manera: un 18,5% tenia menys de 18 anys, un 5,1% entre 18 i 24, un 16,5% entre 25 i 44, un 26,3% de 45 a 60 i un 33,7% 65 anys o més.
L'edat mediana era de 54 anys. Per cada 100 dones de 18 o més anys hi havia 90,6 homes.
La renda mediana per habitatge era de 26.389 $ i la renda mediana per família de 30.833 $. Els homes tenien una renda mediana de 21.500 $ mentre que les dones 21.250 $. La renda per capita de la població era de 13.621 $. Entorn del 8% de les famílies i el 14,6% de la població estaven per davall del llindar de pobresa.

## Poblacions més properes
El següent diagrama mostra les poblacions més properes.